# Амбарная (приток Печоры)
Амбарная — река в России, протекает в округе Вуктыл Республики Коми. Устье реки находится в 1223 км по левому берегу реки Печора. Длина реки составляет 15 км.
Исток реки в болотах в 15 км к юго-западу от села Шердино. Река течёт на северо-восток, всё течение проходит по заболоченному таёжному лесу. Последние километры преодолевает по пойме Печоры параллельно ей, протекает несколько стариц. Впадает в Печору в 5 км южнее села Шердино.

## Данные водного реестра
По данным государственного водного реестра России относится к Двинско-Печорскому бассейновому округу, водохозяйственный участок реки — Печора от истока до водомерного поста у посёлка Шердино, речной подбассейн реки — Бассейны притоков Печоры до впадения Усы. Речной бассейн реки — Печора.
Код объекта в государственном водном реестре — 03050100112103000060757.